# Anna Śliwińska
Anna Elżbieta Śliwińska (* 12. März 1956 in Sosnowiec; † 9. März 2015 ebenda) war eine polnische Apothekerin und Politikerin.
Nach dem Abitur in Sosnowiec studierte Anna Śliwińska Pharmazie an der Schlesischen Medizinischen Universität Kattowitz. Im Bezirkspräsidium der Apothekenkammer in Katowice war Anna Śliwińska zwischen 1995 und 1999. 1999 bis 2001 war sie Vizepräsidentin der Wirtschaftskammer Apteka Polska und anschließend bis 2004 Vizevorsitzende des Landesrates dieser Kammer. Zugleich ist sie seit 2001 Präsidentin der Apteka Polska für Schlesien und sie ist Vizepräsidentin der Schlesischen Apothekenkammer. Sie kandidierte erfolglos bei den Parlamentswahlen 2005  und vorgezogenen Wahlen 2007. Durch den Flugunfall von Smolensk 2010, bei dem zahlreiche polnische Politiker ums Leben kamen, rückte sie aber an die Stelle des umgekommenen Grzegorz Dolniak. Sie zog dabei für die Platforma Obywatelska (Bürgerplattform) in das Parlament ein ohne Mitglied der Partei zu sein. Ihre Vereidigung erfolgte am 19. Mai 2010.
Anna Śliwińska war verheiratet und hatte eine Tochter.